# Gare des Sables-d’Olonne
Gare des Sables-d'Olonne vasútállomás Franciaországban, Les Sables-d’Olonne településen.

## Vasútvonalak
Az állomást az alábbi vasútvonalak érintik:
- Les Sables-d'Olonne–Tours-vasútvonal

## Kapcsolódó állomások
A vasútállomáshoz az alábbi állomások vannak a legközelebb:
- Gare d’Olonne-sur-Mer (Gare de Loudun, Les Sables-d'Olonne–Tours-vasútvonal)